# Darryl Cunningham
Darryl Cunningham est un écrivain britannique et auteur de bande dessinée né en 1960. Il a rédigé les livres Fables scientifiques (Science Tales), Fables psychiatriques (Psychiatric Tales) et L'Ère de l'égoïsme (The Age of Selfishness).

## Biographie
Cunningham est diplômé du Leeds College of Art (Leeds, Yorkshire de l'Ouest). Ses influences comptent Gustav Klimt, Egon Schiele et George Grosz. Le livre Fables psychiatriques s'inspire en partie de son expérience, pendant des années, comme aide-soignant dans un centre psychiatrique en Angleterre, ainsi que de ses propres épisodes dépressifs majeurs sévères. Sa carrière dans les comics démarre au début des années 1990, avec des créations dans la small press.

## Ouvrages
Cunningham a écrit Fables psychiatriques (2011, Bloomsbury Publishing) et Fables scientifiques (2013, Myriad Editions (en)).
Fables psychiatriques reçoit un accueil critique positif dans The Observer de la part de Rachel Cooke (en) qui estime qu'il s'agit d'une lecture « perturbante mais enrichissante ». Une autre critique, Cian O'Luanaigh, émet une chronique positive, estimant que l'ouvrage donne un aperçu très instructif des affections psychiques.
Fables scientifiques comporte sept chapitres sur plusieurs pseudo-sciences (homéopathie, créationnisme...). Dans l'édition américaine des Fables scientifiques, l'avant-propos s'intitule How to Fake a Moon Landing: Exploring the Myths of Science Denial ; il est rédigé par Andrew Revkin. Le livre est accueilli favorablement, tant pour le fond que pour le traitement, dans New Scientist et par d'autres critiques.
Il écrit également Supercrash: How to Hijack the Global Economy, qui étudie les causes et les effets de la crise économique de 2008, ainsi que Uncle Bob Adventures.
L'Ère de l'égoïsme : comment le néolibéralisme l'a emporté (The Age of Selfishness), à partir d'une biographie d'Ayn Rand, propose de retracer « les étapes de la dérégulation des marchés ». Cet ouvrage est aussi chroniqué sur io9.
En 2022 paraît en français Poutine - L'ascension d'un dictateur, album présenté comme une biographie de Vladimir Poutine, ouvrage « très documenté ».

## Cartoons
En plus de ces ouvrages, Cunningham est cartooniste et ses travaux apparaissent notamment dans le collectif Act-i-vate (en). Son strip sur le réchauffement climatique, paru sur son blog en décembre 2010, fait l'objet d'une chronique par Phil Plait. Cunningham est également auteur de plusieurs webcomics, dont Super-Sam and John-of-the-Night et The Streets of San Diablo.

## Œuvres en français
- Darryl Cunningham (trad. Sidonie Van Der Dries), Fables scientifiques, Çà et là, mai 2012 (ISBN 978-2-916207-71-1)
- Darryl Cunningham (trad. Fanny Soubiran), Fables psychiatriques, Çà et là, mai 2013 (ISBN 978-2-916207-84-1)
- Darryl Cunningham, L'Ère de l'égoïsme : comment le néolibéralisme l'a emporté, Çà et là, octobre 2014 (ISBN 978-2-369-90205-8)
- Darryl Cunningham, Poutine - L'ascension d'un dictateur, Delcourt, coll. « Encrages », mai 2022 (ISBN 978-2-383-11011-8)